# Wrocław
Wrocław (tysk: Breslau, schlesisk: Brassel, tjekkisk: Vratislav, latin: Vratislavia) er Polens tredjestørste by med 673.531(2024) indbyggere og regionalhovedstad for Nedre Schlesien (polsk: Województwo dolnośląskie) i det sydvestlige hjørne af Polen.
Wrocław er kendt som en af Polens mest dynamiske byer. Det er den største by i det vestlige Polen og en af de vigtigste polske kulturelle, videnskabelige og akademiske centre med en rig, over tusind års historie. Allerede i middelalderen var det en af de vigtigste polske byer. I senere perioder var byen også under  Bøhmen, Ungarn, Preussen og Tyskland, for at vende tilbage til Polen efter 2. verdenskrig.
Byen har indtil 2012 investeret 15 mia. kr. i byudvikling og infrastruktur og satser på at tiltrække en række store internationale begivenheder. Wroclaw var en af værtsbyerne i EM i fodbold i Polen og Ukraine. Byen er Europæisk kulturhovedstad i 2016 og vært for World Games og IFLA Annual Conference (The International Federation of Library Associations and Institutions) i 2017.

## Navne
Wrocław har haft en del navne, den kaldtes Vrastislavia, Bresslau, Presslau, Breslau og Wratislaw. 

## Historie
De første beretninger fortæller i år 990 om en by ved navn Vratislavia (Wratislaw) ved floden Oder, der længe havde været en central markedsplads. Byen hørte under det polske Piast-fyrstendømme, og i 1138 blev den hovedstad i Schlesien. I 1000 blev et af de ældste katolske bispedømmer i Polen etableret her. I det 12. århundrede var Wrocław en af de tre vigtigste polske byer (sammen med Krakow og Sandomierz). I 1241 blev byen evakueret, da mongolerne invaderede Polen og ødelagde byen. I nærheden af Wrocław i det 13. århundrede blev der oprettet en "Bogen af Henryków" (Księga henrykowska), der indeholder den ældste bevarede sætning på polsk. Bogen opbevares i Wrocław.
Den genskabte by fik Magdeburgrettigheder i 1261, og mange tyskere flyttede til. De polske fyrster i Wrocław styrede til 1335. Fra 1335 til 1740'erne var byen en del af Bøhmen, med en periode med ungarsk styre (1469-1490). Byen var medlem af Hanseforbundet fra 1387 til 1474. I 1475 blev Świętokrzyska trykkeri, det ældste trykkeri i Wrocław, grundlagt, hvor det første tryk på polsk udkom samme år. Fra 1526 blev byen styret af det Habsburgske dynasti. Indbyggerne var en blanding af polakker, bøhmere og mæhrere og var kulturelt og sprogligt domineret af tysk. 
I 1675 arvede Østrig byen fra det Habsburgske monarki, men i 1742 efter den Østrigske arvefølgekrig blev den annekteret af Preussen, der delte Schlesien i Oberschlesien og Niederschlesien.
I 1871 opstod det Tyske kejserrige. Breslau var den sjettestørste by i Tyskland, og stor økonomisk vækst førte til en tredobling af befolkningen frem til 1910, hvor byen havde over en halv million indbyggere. Mange tyskere flyttede til og blev som mange polske immigranter en del af byen.
Under 2. verdenskrig blev mange af byens 10.000 jøder myrdet. I slutningen af krigen blev byen omdannet til Festung Breslau af frygt for den røde hærs fremmarch. Civile fik udleveret våben, og tvangsarbejdere blev sat til at bygge barrikader i byen. Breslau holdt stand i tre måneder og overgav sig d. 7. maj 1945 som den sidste by i det østlige Tyskland. Befæstningen og kampene resulterede i, at mere end 80% af byens centrum blev ødelagt. Evakueringen af indbyggerne i løbet af vinteren førte til store civile tab, men den tyske kommandant fulgte Hitlers ordre om at forsvare fæstningen. Han måtte dog kapitulere og kom i sovjetisk krigsfangenskab..
Ved Potsdamkonferencen blev grænserne ændret og Polens grænser rykket mod vest. Breslau blev nu en del af Polen og fik ændret navn til Wroclaw. De fleste af byens tyske indbyggere var flygtet eller blev fordrevet fra 1945 til 1949, og Wroclaw blev befolket af polakker fra det centrale Polen eller polske områder, der var kommet under USSR, hvor polakkerne blev fordrevet fra. De fleste kom fra byen Lwów (nu Lviv), der før krigen var polsk. Mange fik samme arbejde i Wroclaw.
Universitetet, polske kulturskatte m.v. blev også flyttet. Ødelæggelserne og overdragelsen til Polen efter krigen har gjort byen til symbol på Det tredje Riges fald lige som Gdańsk og Kaliningrad.
Gradvist blev den gamle bydel genskabt, og næsten alle de monumentale bygninger blev restaureret. I dag er der tale om en unik europæisk by præget af Østrig, Bøhmen, Preussen og Polen. 
I juli 1997 blev byen ramt af en alvorlig oversvømmelse af Oder, og store dele af byen stod under vand.

## Bydele
Byen er inddelt i fem områder:
- Stare Miasto
- Śródmieście
- Psie Pole
- Krzyki
- Fabryczna

## Økonomi og infrastruktur
Wrocławs traditionelle hovedindustri under socialismen var fremstilling af jernbaneudstyr og elektronik. I dag udgør byen et tværregionalt centrum for grænseregionen mellem Tyskland, Tjekkiet og Polen. Byen tiltrækker mange såvel indenlandske som udenlandske investorer og satser på at være innovationscentrum i Polen. Eksempler herpå er Futurallia-messen.
I Wrocław blev der op til EM 2012 i fodbold bygget en ny lufthavnsterminal, en motorringvej, hovedbanegården blev totalrenoveret, byen fik nye sporvogne og et stadion med plads til 43.000 tilskuere, samt et stort nyt musikhus. 
I de seneste år har talrige udenlandske investorer slået sig ned i Wroclaw. Detailhandelfirmaer som Cadbury, IKEA, Metro Cash & Carry, Castorama og Cargill har investeret i området omkring den nyrenoverede motorvejsforbindelse mellem Tyskland og Krakow. Bosch beskæftiger ca. 1000 medarbejdere, og Toyota har en motorfabrik. Andre internationale virksomheder har investeret i området bl.a.: Volvo, Siemens, 3M, Hewlett-Packard, Whirlpool, AB SA, SAP Polska. LG Electronics har siden 2007 investeret 429 mio. € i etableringen af deres europæiske produktion af fladskæms-tv og køleskabe. Fabrikken vil beskæftige 1600 medarbejdere. Byen manifesterer sig som et højteknologisk center. Adskillige IT-, bioteknologi-, og medicinalselskaber er etableret i byens teknologipark. Endelig tiltrækker Wroclaw som Polens 4. største by  mange turister. 
Arbejdsløsheden var på ca. 5 % i 2011, og regionen er en af de rigeste i Polen.
Byen har et dansk generalkonsulat. 
Byen ligger ved den europæiske transportkorridor Europavej E40 mellem Tyskland, Polen og Ukraine og betjenes af Wrocław Kopernikus Lufthavnen.

## Sport
De mest populære sportsklubber i byen er Śląsk Wrocław (fodbold, basketball og håndbold) og Sparta Wrocław (speedway). Der er også fodboldklubben Ślęza Wrocław og volleyballklubben Gwardia Wrocław.
Wrocław var en af værtsbyerne i Europamesterskabet i basketball 1963, Europamesterskabet i basketball 2009, Europamesterskabet i volleyball 2009 for kvinder, Europamesterskabet i fodbold 2012, Verdensmesterskab i volleyball 2014 for mænd og Europamesterskabet i håndbold 2016 for mænd.

## Personer fra Wrocław
- Jerzy Grotowski – teaterdirektør
- Ludwik Hirszfeld – opdager af B0 blodtypen
- Marek Hłasko – forfatter
- Lech Janerka – sanger, musiker og komponist
- Tadeusz Różewicz – digter og forfatter
- Wanda Rutkiewicz – bjergbestiger
- Andrzej Sekula – filminstruktør
- Alois Alzheimer – opdageren af Alzheimers
- Max Berg – arkitekt
- Max Born – fysiker
- Dietrich Bonhoeffer – religiøs oprørsleder i modstandsbevægelsen mod Nazisme
- Otfrid Foerster (* 1873), neurokirurg
- Gustav Robert Kirchhoff – fysiker
- Ferdinand Lassalle – Tysk sociolog og reformskaber
- Joachim Cardinal Meisner – kardinal og ærkebiskop af Köln
- Friedrich Schleiermacher – teolog og filosof
- Alexis, Willibald – forfatter
- Angelus Silesius (Johannes Scheffler) – polsk digter
- Edith Stein – tysk filosof og romersk-katolsk martyr
- Hugo Steinhaus – matematiker
- Christian Wolff – filosof
- Sepp Piontek – tidl. landstræner for Danmark
- Andrzej Rudy – tidl. fodboldspiller for Brøndby IF
- Theodor Mommsen – historiker og poet
- Phillip Lenard – fysiker
- Eduard Buchner – kemiker
- Paul Ehrlich
- Gerhart Hauptmann – forfatter
- Fritz Haber
- Friedrich Bergius
- Otto Stern
- Reinhard Selten
- Mirosław Hermaszewski – polsk astronaut
- Adolf Anderssen – skakspiller
- Manfred Freiherr von Richthofen – baron og tysk flyveres
- Bolesław Kominek.
- Włodzimierz Trzebiatowski – fysiker.
- Władysław Giergiel – Fodbold.
- Jerzy Bromirski – lærd matematiker.
- Władysław Żmuda – fodboldspiller.